# マイク・ムッシーナ
- マイク・ムシーナ

マイケル・コール・ムッシーナ（Michael Cole Mussina, 1968年12月8日 - ）は、アメリカ合衆国・ペンシルベニア州ライカミング郡ウィリアムズポート出身の元プロ野球選手（投手）。ニックネームは「Moose」。ムシーナとも表記される。

## 経歴

### オリオールズ時代
1987年のMLBドラフト11巡目（全体273位）でボルチモア・オリオールズから指名を受けるが契約せず、スタンフォード大学に進学。1990年のMLBドラフト1巡目（全体20位）でオリオールズから指名を受けプロ入り。
1991年はAAA級ロチェスター・レッドウイングスで10勝4敗、防御率2.87の好成績を挙げてメジャーに昇格。8月4日のシカゴ・ホワイトソックス戦でメジャーデビューし、8回途中1失点と好投しながら援護がなく敗戦投手となる。同年は4勝5敗、防御率2.87を記録した。
1992年は開幕から先発ローテーション入りし、開幕5連勝。6月16日のデトロイト・タイガース戦でメジャー初完封を挙げるなど前半戦で9勝を記録し、初のオールスターゲームに選出される。7月17日のテキサス・レンジャーズ戦でケビン・ライマーの二塁打のみで1安打完封勝利。シーズン通算で18勝5敗、キャリアハイの防御率2.54、リーグ1位の勝率.783を記録。サイ・ヤング賞の投票では4位に入った。
1993年は5月16日のタイガース戦でボルチモア移転後の球団記録となる1試合14奪三振を記録するなど前半戦で10勝を挙げ、2年連続でオールスターゲームに選出されるが、7月22日から8月19日まで故障者リスト入り。14勝6敗、防御率4.46と成績を落とした。
1994年は初の開幕投手を務め、前半戦で移転後の球団記録となる13勝を記録し、3年連続でオールスターゲームに選出されるが、8月12日から1994年から1995年のMLBストライキに突入。そのままシーズンが打ち切られ、16勝5敗、防御率3.06の成績だった。サイ・ヤング賞の投票では4位。
1995年は6月23日から8月2日にかけて自己最長となる8連勝を記録。後半戦で10勝4敗、防御率2.44の好成績で、19勝9敗、防御率3.29、リーグ最多の4完封を記録し、最多勝のタイトルを獲得した。
1996年はリーグ最多の36試合に先発登板し前年と同じ19勝を記録したものの、防御率4.81、共にキャリアワーストの31被本塁打、264被安打と不安定だった。チームはワイルドカードを獲得し、ポストシーズンに進出。クリーブランド・インディアンスとのディビジョンシリーズでは第3戦に先発登板し、6回4失点で勝敗付かず。ニューヨーク・ヤンキースとのリーグチャンピオンシップシリーズでも第3戦に先発登板したが、8回にセシル・フィルダーに本塁打を浴びるなど逆転を許して敗戦投手となり、チームも1勝4敗で敗退した。初のゴールドグラブ賞を受賞し、以後4年連続で受賞した。
1997年は初登板では打ち込まれたが、その後8連勝を記録。5月30日のインディアンス戦では9回一死までパーフェクトに抑えたが、サンディー・アロマー・ジュニアに安打を打たれて快挙を逃す。6月30日のフィラデルフィア・フィリーズ戦で通算100勝を達成。この時点で敗戦数は43で、史上8番目に少ないものだった。前半戦で10勝を記録し、3年ぶりにオールスターゲームに選出されるが登板機会はなかった。後半戦は5勝に留まるが、15勝8敗、防御率3.20、移転後の球団記録となる218奪三振を記録し、14年ぶりの地区優勝に貢献。シアトル・マリナーズとのディビジョンシリーズでは第1戦と第4戦に先発登板し、共にランディ・ジョンソンに投げ勝つ。インディアンスとのリーグチャンピオンシップシリーズでは第3戦に先発登板し7回を投げて2安打、1失点、シリーズ記録の15奪三振と好投を見せるが勝敗付かず、チームは延長で敗れる。第6戦でも8回を1安打、無失点、10奪三振と好投するが、またも援護がなくチームは延長の末に敗れ、2勝4敗で敗退した。オフに球団と市場価値より低い金額で3年契約を結んだ。
1998年8月4日のタイガース戦で8回二死までパーフェクトに抑えるも、フランク・カタラノットに二塁打を浴びる。故障もあって13勝に留まった。1999年は4月21日のタンパベイ・デビルレイズ戦で自身ワーストの10失点。前半戦で11勝を記録し、2年ぶりにオールスターゲームに選出される。8月から9月にかけて故障者リスト入りするが、18勝を記録。サイ・ヤング賞の投票では満票で受賞したペドロ・マルティネスに次ぐ2位だった。
2000年は開幕から勝利に恵まれず、チーム低迷の原因となった。8月1日のミネソタ・ツインズ戦で1安打、15奪三振完封勝利、9月24日のボストン・レッドソックス戦でも7回15奪三振を記録する。リーグ最多の237.2イニングを投げ、リーグ3位の防御率3.79を記録するものの、援護点がリーグワーストで11勝15敗とデビュー年以来の負け越しとなった。オフにフリーエージェント（FA）となった。

### ヤンキース時代
2000年11月30日に6年総額8850万ドルでヤンキースと契約した。
移籍1年目の2001年は5月6日の古巣オリオールズ戦で通算150勝を達成。9月2日のレッドソックス戦で9回二死までパーフェクトに抑えたが、代打のカール・エベレットを1ボール2ストライクと追い込みながら安打を打たれ、またも快挙を逃すが13奪三振で完封勝利。17勝11敗、防御率3.15を記録し、チームの地区4連覇に貢献。オークランド・アスレチックスとのディビジョンシリーズでは、地元で連敗した後の第3戦に先発登板し、7回無失点で勝利投手となる。マリナーズとのリーグチャンピオンシップシリーズでは第2戦に先発登板して勝利投手となり、チームは4勝1敗で4年連続のリーグ優勝。初出場となったワールドシリーズでは第1戦に先発登板するが、3回5失点（自責点3）で敗戦投手。第5戦では8回2失点と好投するが勝敗は付かず。チームは最終第7戦で逆転サヨナラ負けを喫し、ワールドシリーズ4連覇を逃した。2年ぶりにゴールドグラブ賞を受賞。
2002年は前半戦で12勝を記録するが、防御率は4.54と内容は今ひとつ。18勝10敗、防御率4.05の成績で、チームは地区5連覇を果たす。アナハイム・エンゼルスとのディビジョンシリーズでは第3戦に先発登板するが4回4失点で降板。チームは1勝3敗で敗退した。
2003年はリーグでは9年ぶりの開幕から7戦7勝を記録し、5月18日のレンジャーズ戦でハンク・ブレイロックから史上60人目となる通算2000奪三振を達成。最終的に17勝8敗、防御率3.40を記録し、チームは地区6連覇。ツインズとのディビジョンシリーズでは第1戦に先発登板し、7回3失点で敗戦投手。レッドソックスとのリーグチャンピオンシップシリーズでは第1戦と第4戦に先発登板するが共に敗戦投手。最終第7戦では先発のロジャー・クレメンスを4回途中からリリーフし、3イニングを無失点に抑えて味方の反撃を呼び、アーロン・ブーンのサヨナラ本塁打で2年ぶりのリーグ優勝。フロリダ・マーリンズとのワールドシリーズでは第3戦に先発登板し7回1失点で勝利投手となるが、チームは2勝4敗で敗退した。
2004年はクレメンス、アンディ・ペティット、デビッド・ウェルズらが移籍。史上100人目の通算200勝をかけて3月30日に東京ドームで行われたデビルレイズとの開幕戦に先発するが、5回5失点で敗戦投手。4月12日のホワイトソックス戦で200勝を達成。4月は1勝4敗と苦しむが、その後8連勝。しかし7月16日に故障者リスト入りし、8月11日には11年ぶりにマイナーリーグで登板するなど12勝9敗、防御率4.59と不本意な成績に終わる。ツインズとのディビジョンシリーズでは前年に続いて第1戦に先発登板し、7回2失点の好投も敗戦投手。レッドソックスとのリーグチャンピオンシップシリーズでは第1戦で6回までパーフェクトに抑える好投を見せ、7回に捕まり降板するが勝利投手。第5戦では勝敗付かず。チームは史上初の3連勝の後4連敗でリーグ連覇を逃した。
2005年は肘の状態が悪く速球のスピードが低下。終盤に故障で離脱し、13勝8敗、防御率4.41の成績に終わる。エンゼルスとのディビジョンシリーズでは第1戦に先発登板して勝利投手となるが、最終第5戦では3回途中5失点で敗戦投手となり、2勝3敗で敗退した。
2006年は年俸1900万ドルに見合った成績を残せないと残留は難しいと見られていたが、7月5日のインディアンス戦で勝利を挙げてリーグ史上初の15年連続2桁勝利を達成するなど15勝7敗、防御率3.51を記録。タイガースとのディビジョンシリーズでは第2戦に先発登板するが敗戦投手。チームは1勝3敗で敗退した。オフに球団は1700万ドルのオプションを行使せず、150万ドルの違約金を払い6年契約を満了。11月27日に2年総額2300万ドルで契約延長した。
2007年は腰痛や肉離れ等故障に悩まされ、シーズンを通して不安定な内容。8月11日のインディアンス戦でヤンキース通算100勝に到達し、オリオールズでの147勝と合わせ史上9人目となる2球団で100勝を達成するが、その後3連敗を喫してローテーションから外れ、9月3日にレギュラーシーズンで初のリリーフ登板。その後クレメンスの故障により先発に復帰し、9月18日に10勝目を挙げて連続2桁勝利を16年に伸ばした。最終的に11勝を記録したもののキャリアワーストの防御率5.15、WHIP1.47、デビュー年を除いて初めて規定投球回に到達できなかった。チームは地区優勝を逃したがワイルドカードを獲得。インディアンスとのディビジョンシリーズでは第4戦でのリリーフ登板のみに終わり、チームは1勝3敗で3年連続でディビジョンシリーズ敗退となった。
2008年は年齢的に限界と言われ、開幕前は先発ローテーション入りは保障されていなかった。開幕直後は負けが先行するがその後勝利を重ね、6月14日に69試合目で10勝に到達。これは1994年の68試合に次ぐ自身2番目の早さだった。シーズン最終登板となった9月28日に自身初の20勝に到達。39歳9カ月で初の20勝はジェイミー・モイヤーを上回る史上最高齢記録だった。

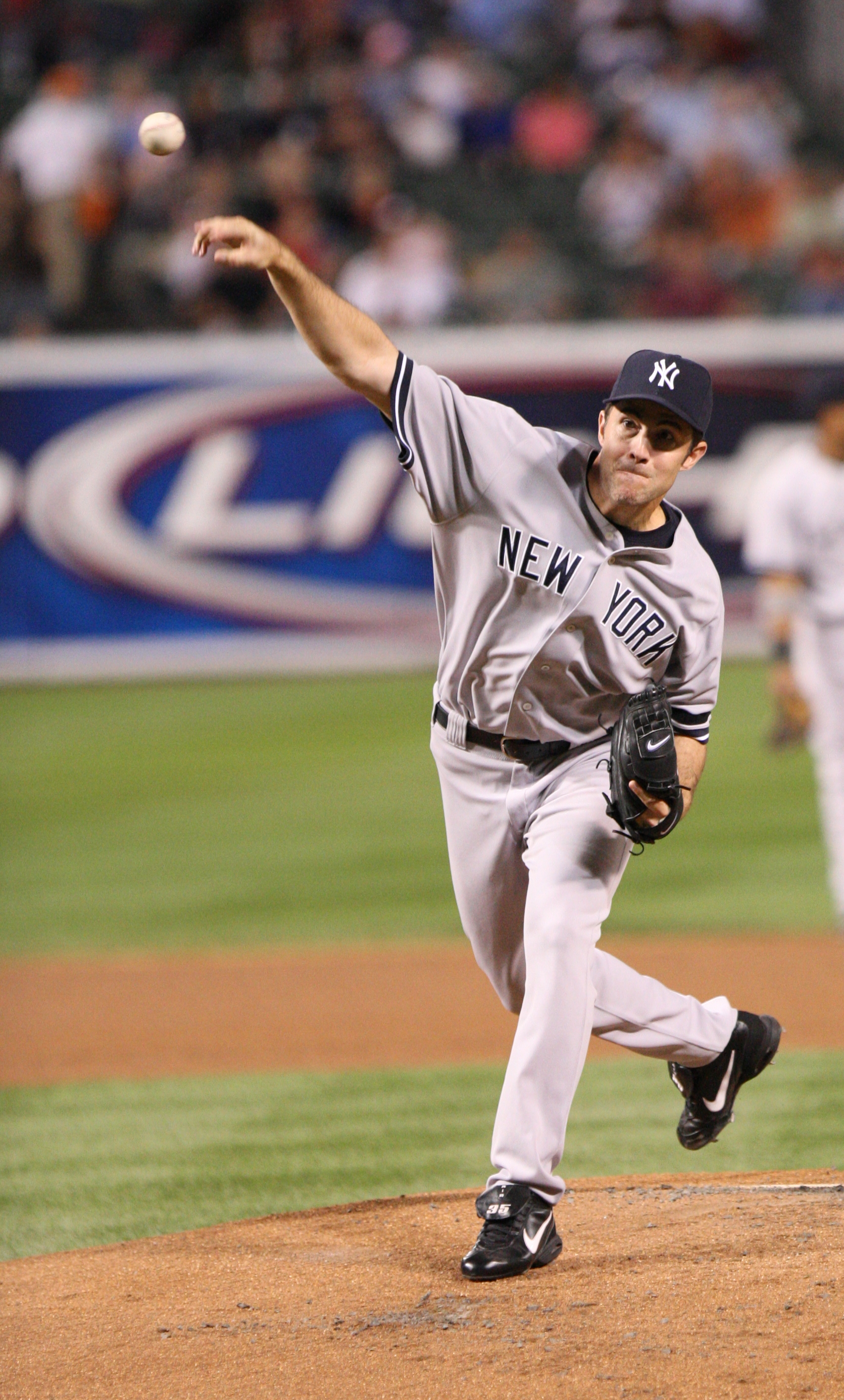
ヤンキース時代（2007年9月28日）

シーズン終了後の11月20日に現役引退を表明。シーズン20勝を達成した年に引退するのはサンディー・コーファックス以来42年ぶりである。
2019年1月23日、アメリカ野球殿堂入りを果たす。

## 詳細情報

### 年度別投手成績
| 年 度     | 球 団     | 登 板 | 先 発 | 完 投 | 完 封 | 無 四 球 | 勝 利 | 敗 戦 | セ 丨 ブ | ホ 丨 ル ド | 勝 率 | 打 者 | 投 球 回 | 被 安 打 | 被 本 塁 打 | 与 四 球 | 敬 遠 | 与 死 球 | 奪 三 振 | 暴 投 | ボ 丨 ク | 失 点 | 自 責 点 | 防 御 率 | W H I P |
| --------- | --------- | ----- | ----- | ----- | ----- | -------- | ----- | ----- | -------- | ----------- | ----- | ----- | -------- | -------- | ----------- | -------- | ----- | -------- | -------- | ----- | -------- | ----- | -------- | -------- | ------- |
| 1991      | BAL       | 12    | 12    | 2     | 0     | 2        | 4     | 5     | 0        | --          | .444  | 349   | 87.2     | 77       | 7           | 21       | 0     | 1        | 52       | 3     | 1        | 31    | 28       | 2.87     | 1.12    |
| 1992      | BAL       | 32    | 32    | 8     | 4     | 0        | 18    | 5     | 0        | --          | .783  | 957   | 241.0    | 212      | 16          | 48       | 2     | 2        | 130      | 6     | 0        | 70    | 68       | 2.54     | 1.08    |
| 1993      | BAL       | 25    | 25    | 3     | 2     | 0        | 14    | 6     | 0        | --          | .700  | 693   | 167.2    | 163      | 20          | 44       | 2     | 3        | 117      | 5     | 0        | 84    | 83       | 4.46     | 1.23    |
| 1994      | BAL       | 24    | 24    | 3     | 0     | 1        | 16    | 5     | 0        | --          | .762  | 712   | 176.1    | 163      | 19          | 42       | 1     | 1        | 99       | 0     | 0        | 63    | 60       | 3.06     | 1.16    |
| 1995      | BAL       | 32    | 32    | 7     | 4     | 2        | 19    | 9     | 0        | --          | .679  | 882   | 221.2    | 187      | 24          | 50       | 4     | 1        | 158      | 2     | 0        | 86    | 81       | 3.29     | 1.07    |
| 1996      | BAL       | 36    | 36    | 4     | 1     | 0        | 19    | 11    | 0        | --          | .633  | 1039  | 243.1    | 264      | 31          | 69       | 0     | 3        | 204      | 3     | 0        | 137   | 130      | 4.81     | 1.37    |
| 1997      | BAL       | 33    | 33    | 4     | 1     | 1        | 15    | 8     | 0        | --          | .652  | 905   | 224.2    | 197      | 27          | 54       | 3     | 3        | 218      | 5     | 0        | 87    | 80       | 3.20     | 1.12    |
| 1998      | BAL       | 29    | 29    | 4     | 2     | 3        | 13    | 10    | 0        | --          | .565  | 835   | 206.1    | 189      | 22          | 41       | 3     | 4        | 175      | 10    | 0        | 85    | 80       | 3.49     | 1.11    |
| 1999      | BAL       | 31    | 31    | 4     | 0     | 1        | 18    | 7     | 0        | 0           | .720  | 842   | 203.1    | 207      | 16          | 52       | 0     | 1        | 172      | 2     | 0        | 88    | 79       | 3.50     | 1.27    |
| 2000      | BAL       | 34    | 34    | 6     | 1     | 1        | 11    | 15    | 0        | 0           | .423  | 987   | 237.2    | 236      | 28          | 46       | 0     | 3        | 210      | 3     | 0        | 105   | 100      | 3.79     | 1.19    |
| 2001      | NYY       | 34    | 34    | 4     | 3     | 3        | 17    | 11    | 0        | 0           | .607  | 909   | 228.2    | 202      | 20          | 42       | 2     | 4        | 214      | 6     | 0        | 87    | 80       | 3.15     | 1.07    |
| 2002      | NYY       | 33    | 33    | 2     | 2     | 0        | 18    | 10    | 0        | 0           | .643  | 886   | 215.2    | 208      | 27          | 48       | 1     | 5        | 182      | 7     | 0        | 103   | 97       | 4.05     | 1.19    |
| 2003      | NYY       | 31    | 31    | 2     | 1     | 1        | 17    | 8     | 0        | 0           | .680  | 855   | 214.2    | 192      | 21          | 40       | 4     | 3        | 195      | 4     | 0        | 86    | 81       | 3.40     | 1.08    |
| 2004      | NYY       | 27    | 27    | 1     | 0     | 0        | 12    | 9     | 0        | 0           | .571  | 697   | 164.2    | 178      | 22          | 40       | 1     | 2        | 132      | 5     | 0        | 91    | 84       | 4.59     | 1.32    |
| 2005      | NYY       | 30    | 30    | 2     | 2     | 0        | 13    | 8     | 0        | 0           | .619  | 766   | 179.2    | 199      | 23          | 47       | 0     | 7        | 142      | 2     | 0        | 93    | 88       | 4.41     | 1.37    |
| 2006      | NYY       | 32    | 32    | 1     | 0     | 0        | 15    | 7     | 0        | 0           | .682  | 804   | 197.1    | 184      | 22          | 35       | 1     | 5        | 172      | 3     | 0        | 88    | 77       | 3.51     | 1.11    |
| 2007      | NYY       | 28    | 27    | 0     | 0     | 0        | 11    | 10    | 0        | 0           | .524  | 656   | 152.0    | 188      | 14          | 35       | 2     | 4        | 91       | 1     | 0        | 90    | 87       | 5.15     | 1.47    |
| 2008      | NYY       | 34    | 34    | 0     | 0     | 0        | 20    | 9     | 0        | 0           | .690  | 819   | 200.1    | 214      | 17          | 31       | 3     | 8        | 150      | 4     | 0        | 85    | 75       | 3.37     | 1.22    |
| MLB：18年 | MLB：18年 | 537   | 536   | 57    | 23    | 15       | 270   | 153   | 0        | 0           | .638  | 14593 | 3562.2   | 3460     | 376         | 785      | 29    | 60       | 2813     | 71    | 1        | 1559  | 1458     | 3.68     | 1.19    |

- 各年度の太字はリーグ最高

### 年度別守備成績
| 年 度 | 球 団 | 投手（P） | 投手（P） | 投手（P） | 投手（P） | 投手（P） | 投手（P） |
| 年 度 | 球 団 | 試 合     | 刺 殺     | 補 殺     | 失 策     | 併 殺     | 守 備 率  |
| ----- | ----- | --------- | --------- | --------- | --------- | --------- | --------- |
| 1991  | BAL   | 12        | 4         | 11        | 0         | 1         | 1.000     |
| 1992  | BAL   | 32        | 13        | 31        | 1         | 0         | .978      |
| 1993  | BAL   | 25        | 12        | 19        | 0         | 1         | 1.000     |
| 1994  | BAL   | 24        | 14        | 28        | 1         | 1         | .977      |
| 1995  | BAL   | 32        | 12        | 26        | 2         | 3         | .950      |
| 1996  | BAL   | 36        | 14        | 34        | 0         | 3         | 1.000     |
| 1997  | BAL   | 33        | 18        | 25        | 0         | 0         | 1.000     |
| 1998  | BAL   | 29        | 12        | 38        | 0         | 1         | 1.000     |
| 1999  | BAL   | 31        | 14        | 46        | 1         | 3         | .984      |
| 2000  | BAL   | 34        | 17        | 26        | 1         | 1         | .977      |
| 2001  | NYY   | 34        | 18        | 25        | 1         | 4         | .977      |
| 2002  | NYY   | 33        | 16        | 32        | 1         | 3         | .980      |
| 2003  | NYY   | 31        | 14        | 35        | 0         | 2         | 1.000     |
| 2004  | NYY   | 27        | 11        | 28        | 2         | 1         | .951      |
| 2005  | NYY   | 30        | 9         | 24        | 4         | 5         | .892      |
| 2006  | NYY   | 32        | 3         | 22        | 0         | 0         | 1.000     |
| 2007  | NYY   | 28        | 12        | 24        | 0         | 4         | 1.000     |
| 2008  | NYY   | 34        | 18        | 23        | 1         | 4         | .976      |
| MLB   | MLB   | 537       | 231       | 497       | 15        | 37        | .980      |

- 各年度の太字はリーグ最高
- 各年度の太字年はゴールドグラブ賞受賞

### タイトル
- 最多勝利：1回（1995年）

### 表彰
- ゴールドグラブ賞（投手部門）：7回（1996年 - 1999年、2001年、2003年、2008年）

### 記録
- MLBオールスターゲーム選出：5回（1992年 - 1994年、1997年、1999年）

### 背番号
- 42（1991年）
- 35（1992年 - 2008年）